# ديفيد بالمر (شخصية خيالية)
ديفيد بالمر (بالإنجليزية: David Palmer (24 character))‏ (و. 1954 – م) هو سياسي من الولايات المتحدة الأمريكية ولد في فيلادلفيا، بنسيلفانيا.
تولى منصب عضو مجلس الشيوخ الأمريكي، ورئيس الولايات المتحدة الأمريكية .

## التعليم
تعلم في جامعة جورجتاون. وتحصل على شهائد جامعية دكتوراه في القانون، وبكالوريوس في الفنون
| المناصب السياسية | المناصب السياسية | المناصب السياسية |
| ---------------- | ---------------- | ---------------- |
| سبقه ، و         | ' ، و - ، و      | تبعه ، و         |